# Perinereis rullieri
Perinereis rullieri är en ringmaskart som beskrevs av Giovanni Pilato 1974. Perinereis rullieri ingår i släktet Perinereis och familjen Nereididae. Inga underarter finns listade i Catalogue of Life.